# القناقیه (سوریه)
القناقیه (به انگلیسی: Al-Qanaqiyah) شهری در استان حمص و شمال غربی شهر حمص است. بر پایه آمارهای سال ۲۰۰۴ جمعیت این شهر ۱٬۶۴۷ نفر است.